# Wilbert Olinde
Wilbert Louis Olinde (* 23. Juli 1955 in New Orleans, Louisiana) ist ein ehemaliger deutscher Basketballspieler US-amerikanischer Herkunft. Nach Tätigkeiten im Versicherungs- und Bankwesen arbeitete der studierte Diplom-Kaufmann Olinde später als Unternehmensberater und Mentaltrainer.

## Karriere
Olinde (auch die Schwarze Perle oder Black Pearl genannt) spielte als Schüler in den Vereinigten Staaten an der Crawford High School, 1971 wechselte er an die im kalifornischen La Mesa gelegene Helix High School. Anschließend, 1973 bis 1977, war er Student an der University of California (UCLA) und gehörte der Basketballhochschulmannschaft an. Unter Trainer John Wooden errang er 1975 den Meistertitel in der ersten NCAA-Division, kam im Endspiel aber nicht zum Einsatz. Insgesamt bestritt er 70 Spiele für UCLA, in denen er im Schnitt 2,3 Punkte erzielte.
Im Anschluss an sein Studium der Volkswirtschaftslehre an der Universität von Kalifornien wurde er 1977 vom ehemaligen UCLA-Spieler Terry Schofield nach Deutschland in die Basketball-Bundesliga zum SSC Göttingen (später ASC 1846 Göttingen) geholt, wo er als Kapitän der Mannschaft unter Trainer Schofield insgesamt dreimal Deutscher Meister (1980, 1983, 1984) und zweimal Deutscher Pokalsieger (1984, 1985) wurde. Im Buch 50 Jahre Basketball-Bundesliga wird Olinde als  „Galionsfigur der Göttinger Erfolge“ und Publikumsliebling bezeichnet. Gleichzeitig nahm er ein Studium der Betriebswirtschaftslehre an der Universität Göttingen auf, welches er mit dem akademischen Grad Diplom-Kaufmann abschloss.
Olinde, der ursprünglich beabsichtigte, „nur für ein Jahr in Deutschland bleiben zu wollen“, nahm 1983 die deutsche Staatsbürgerschaft an und kam anschließend zu mehreren inoffiziellen Einsätzen in der Nationalmannschaft der Herren.
Eine Krebserkrankung zwang ihn 1987 zur Aufgabe seiner Karriere. Er arbeitete in Göttingen für eine Versicherung, 1995 zog er nach Hamburg und wurde dort in der Geschäftsführung einer Bank tätig. Nach dem Ende seiner Spielerkarriere war Olinde in der ersten Hälfte der Saison 1996/97 Trainer der Herrenmannschaft der Halstenbeker TS (2. Regionalliga), stieg aber im Januar 1997 aus beruflichen Gründen aus. Später war er als Jugendtrainer beim SC Alstertal-Langenhorn (2008 erreichte die von ihm betreute weibliche U18 des Hamburger Vereins die Zwischenrunde zur Deutschen Meisterschaft), als Co-Trainer der Regionalliga-Mannschaft des BC Hamburg sowie Leiter der Basketballabteilung des Hamburger SV tätig. Er arbeitete ebenfalls als Assistenztrainer der U18-Nationalmannschaft der Frauen sowie als Talentsichter für den Deutschen Basketball-Bund. Olinde wurde zweimal deutscher Basketballmeister in der Wettkampfklasse Ü40. Des Weiteren betreute er als Trainer mehrmals eine Prominentenauswahl im Rahmen der Hamburger Wohltätigkeitsveranstaltung Basket Bowl.
2003 machte sich Olinde als Trainer für Motivation, Sozialkompetenz und Persönlichkeitsentwicklung sowie als Vortragsredner selbständig. Er ist verheiratet und hat drei Kinder. Sein Sohn Louis Olinde ist Basketballer und deutscher Nationalspieler. 2017 erschien das von Christoph Ribbat verfasste Buch „Deutschland für eine Saison - Die wahre Geschichte des Wilbert Olinde Jr.“.

## Biographie
- Christoph Ribbat: Deutschland für eine Saison - Die wahre Geschichte des Wilbert Olinde Jr., Suhrkamp Verlag, 2017.